# 骷髏戰士
《骷髏戰士》是在PlayStation上，以丹尼爾‧佛提思爵士（Sir Daniel Fortesque）為主角的動作冒險遊戲。

## 登場人物
丹尼爾‧佛提思爵士（Sir Daniel Fortesque）

阿爾‧莎朗（Al-Zalam）

薩克（Zarok）